# Git (oprogramowanie)
Git – rozproszony system kontroli wersji. Stworzył go Linus Torvalds jako narzędzie wspomagające rozwój jądra Linux. Git stanowi wolne oprogramowanie i został opublikowany na licencji GNU GPL w wersji 2.
Pierwsza wersja narzędzia Git została wydana 7 kwietnia 2005 roku, by zastąpić poprzednio używany w rozwoju Linuksa, niebędący wolnym oprogramowaniem, system kontroli wersji BitKeeper.

## Historia
Prace nad Gitem rozpoczęły się po tym, jak BitKeeper, używany wtedy do rozwoju Linuksa, przestał być darmowy dla projektów o otwartym kodzie źródłowym. Torvalds szukał rozproszonego systemu kontroli wersji, który mógłby być użyty zamiast BitKeepera. Głównymi kryteriami wyboru były:
1. Przykład CVS, czego nie robić.
2. System powinien być rozproszony(inne języki).
3. System powinien być chroniony przed błędami w repozytorium (przypadkowymi, jak awaria twardego dysku, jak i złośliwymi, wprowadzonymi przez kogoś).
4. System powinien być szybki.

Pierwsze dwa punkty wyeliminowały wszystko prócz Monotone’a, a czwarty punkt wyeliminował wszystko, więc Torvalds postanowił napisać własny system kontroli wersji.
Prace nad Gitem rozpoczęły się 3 kwietnia 2005 roku, projekt został ogłoszony 6 kwietnia, 7 kwietnia Git obsługiwał kontrolę wersji swojego własnego kodu, 18 kwietnia pierwszy raz wykonano łączenie kilku gałęzi kodu, 27 kwietnia Git został przetestowany pod względem szybkości z wynikiem 6,7 łat na sekundę, a 16 czerwca Linux 2.6.12 był hostowany przez Gita.

## Najważniejsze cechy
Dobre wsparcie dla rozgałęzionego procesu tworzenia oprogramowania: jest dostępnych kilka algorytmów łączenia zmian z dwóch gałęzi, a także możliwość dodawania własnych algorytmów.
Praca off-line: każdy programista posiada własną kopię repozytorium, do której może zapisywać zmiany bez połączenia z siecią; następnie zmiany mogą być wymieniane między lokalnymi repozytoriami. Programista może także dodawać oraz usuwać gałęzie.
Wsparcie dla istniejących protokołów sieciowych: dane można wymieniać przez HTTP(S), FTP, rsync (usunięte w wersji Git 2.8.0), SSH.
Efektywna praca z dużymi projektami: system Git według zapewnień Torvaldsa, a także według testów fundacji Mozilla, jest o rzędy wielkości szybszy niż niektóre konkurencyjne rozwiązania.
Każda rewizja to obraz całego projektu: w przeciwieństwie do innych systemów kontroli wersji, Git nie zapamiętuje zmian między kolejnymi rewizjami, lecz kompletne obrazy. Z jednej strony wymaga to nieco więcej pracy, aby porównać dwie rewizje, z drugiej jednak pozwala np. na automatyczną obsługę zmian nazw plików.

## Projekty
Wiele projektów używa Gita jako systemu kontroli wersji, zarówno nowo powstających, jak i migrowanch do niego z innego systemu kontroli wersji (np. CVS lub SVN). Do największych i najbardziej znanych projektów o otwartym źródle (a więc również posiadających dużo użytkowników i osób rozwijających oraz liczbę zmian) należy wymienić: jądro Linuksa oraz podprojekty z nim związane, a także GNU Hurd, GNOME, GTK+, GStreamer, KDE, GIMP, Perl, Qt, Ruby on Rails, Samba, Wine, Xfce, Xorg, jQuery, YUI, Erlang. Również część serwisów internetowych używa Gita do rozwijania swojego kodu (a część z niego jest publicznie dostępna), m.in. Reddit (otwarte źródła), Digg, Facebook.
Kilka systemów operacyjnych korzysta z Gita do zarządzania całą dystrybucją oraz dodatkowymi programami w nie wchodzącymi: Arch Linux, Android, Fedora, Maemo, MeeGo, OLPC XO-1, openSUSE oraz DragonFly BSD. Dystrybucje Debian oraz Ubuntu używają Gita do rozwijania programów oraz zmian w programach zewnętrznych dla wielu (choć nie wszystkich) pakietów.
Wiele projektów używa innego systemu kontroli wersji, ale używa synchronizacji pomiędzy nim a Git, tak aby osoby chcące wykorzystywać większe możliwości Gita mogły go używać. Do przykładów należy projekt LLVM i clang (używają SVN).

## Git server
Jako rozproszony system kontroli wersji, Git nie wymaga odrębnej aplikacji serwerowej. Istnieją jednak pakiety rozszerzające oryginalne oprogramowanie, przede wszystkim o kontrolę dostępu, wsparcie dla zarządzania wieloma repozytoriami, czy interfejs WWW. Przykłady niektórych popularnych projektów to GitHub, Bitbucket, GitLab, Git Daemon, Gitolite, Gerrit, Gitiles, Bonobo Git Server, Git Server.

## Przenośność
Git jest rozwijany dla systemu operacyjnego GNU/Linux, ale może być też używany na innych systemach operacyjnych bazujących na Uniksie, takich jak BSD czy Solaris. Oficjalny port na Windowsa używa Cygwina (emulatora środowiska POSIX), jednak jest on o wiele wolniejszy niż na systemach używających POSIX-a natywnie. Istnieją też porty natywne na Windows (używające MinGW) i są w fazie produkcji.

## Hosting
Istnieją serwisy internetowe umożliwiające hostowanie repozytoriów Gita oraz zapewniające rozwiązania ciągłej integracji oraz wdrażania, m.in. Bitbucket, GitHub i GitLab. Niektóre z nich, takie jak np. Gitea, umożliwiają uruchomienie własnej, darmowej instancji danego narzędzia, ale udostępniają płatny hosting, inne (jak np. GitLab) mają płatne plany dla większych repozytoriów lub dodatkowych usług.